# Правило соціально-екологічної рівноваги
Правило соціально-екологічної рівноваги — суспільство розвивається доти й остільки, оскільки зберігає рівновагу між своїм тиском на середовище та відновленням цього середовища — природно-натуральним і штучним. Оскільки зовнішні умови історичного розвитку — середовище життя людей і функціювання їхнього господарства — зруйновані або помітно порушені, то відтворення природних ресурсів і підтримання соціально-екологічної рівноваги потребують значних матеріальних, трудових і фінансових ресурсів. Тому колишній екстенсивно-експансивний механізм господарювання стає непридатним, і потрібна розробка нових механізмів, наприклад, перехід до закритих систем землеробства, його індустріалізації.
Етап екстенсивного процесу суспільства мав підстави у вигляді найширшого розселення людей — максимального прагнення людства до «підкорення» природи, збільшення її продуктивності шляхом сукцесійного омолодження, зростання енерговиробництва, росту чисельності працездатного населення і швидкого обороту товарів. Єдиним критерієм розвитку були економічний прибуток, збагачення, комфорт життя.
Правило соціально-екологічної рівноваги передбачає необхідність збереження рівноваги між тиском на середовище і відновленням цього середовища, як природним, так і штучним.
Співвідношення швидкостей демографічного насичення, тиску суспільства на середовище життя і змін в самому суспільстві можна сформулювати у вигляді правила соціально- екологічної рівноваги: суспільство розвивається доти й остільки, оскільки зберігає рівновагу між своїм тиском на середовище і відновленням цього середовища натурально-природним і штучним чином. Оскільки зовнішні умови історичного розвитку, середовища життя: людей і функціювання їх господарства зруйновані або помітно зруйновані, то відтворення природних ресурсів і підтримання соціально-екологічної рівноваги потребують значних матеріальних, трудових і грошових ресурсів.
Етап екстенсивного прогресу суспільства мав підстави у вигляді найширшого розповсюдження людей, їх пан-ейкуменності, максимального прагнення людства до «підкорення» природи, збільшення її продуктивності шляхом сукцесійного омолодження, зростання енерговиробництва, зростання чисельності працездатного населення (що вело до загального збільшення людства) і швидкого обороту товарів. Єдиним критерієм розвитку був економічний прибуток, збагачення.
Сучасне суспільство наблизилося до важливого етапу, коли необхідний перехід від епохи доекологічної до епохи екологічної. Існування нашої цивілізації, її подальша доля цілком залежать від того, наскільки і як скоро стануть «екологічними» наші свідомість, поведінка, культура. Настав час об'єднати моральність і логіку мислення для збереження людини і її «дому» — біосфери. Це може увінчатися успіхом тільки за умови найширших екологічного виховання та освіти з новими підходами, на базі нової системи освіти, що вимагає активного залучення до соціально-екологічних знань. Перетворенням має бути охоплена вся емоційна сфера людини, в кожної особистості повинно сформуватися почуття високої відповідальності перед живим світом сьогодення і майбутнього. Треба розвивати нові глобально-політичні, правові та економічні механізми управління активністю людства. Подальший розвиток цивілізації має відбуватися з дотриманням правила соціально-екологічної рівноваги (за М. Ф. Реймерсом): суспільство розвивається доти й остільки, коли і оскільки зберігатиме рівновагу між своїм тиском на середовище і відновленням цього середовища — природним і штучним.
Зараз фактично відбувається всесвітня гуманітарно-екологічна революція, яка замінила науково-технічну революцію (умовно — 1960–1990 рр.), що прийшла свого часу на зміну промислової революції (умовно 1820–1960 рр.).
Сьогодні економічний розвиток може бути успішним тільки за врахування екологічних обмежень. Раніше ж єдиним критерієм розвитку вважався економічний прибуток. Крім того, релігія, звичаї, законодавство визначали і диктували правила поведінки людей усередині суспільства та щодо природи. Ці правила сформувалися на підставі уявлень про особливе становище людини, її вседозволеність у природному середовищі (якнайширше розселення, неконтрольоване розмноження, необмежене споживання природних ресурсів).
Життя показало, що недотримання екологічних обмежень призводить до непомірних витрат на реанімацію і штучне відтворення понівеченої або загубленої природи. І цілком відновити природно-ресурсний потенціал людство вже не в змозі. Починаються конкуренція, боротьба націй, народів і релігій за життєвий простір, природні ресурси, ринки збуту. Йде боротьба і за шляху розвитку. У Європі переміг західний християнський вибір вільного ринку та римського права. В Азії ж обстановка щодо цього залишається досить напруженою. Як зауважує М. Ф. Реймерс, для вирішення проблеми необхідні глибока перебудова культури й моралі, а також зміна міжнародного права, формування глобальних соціоекологічніх взаємозв'язків і правил, нових законів культурного управління розвитком людства. Ці закони мають створюватися на глибоких знаннях взаємодій між суспільством і природою, суспільством і людиною, між різними соціальними, релігійними та етнічними групами людей, різними культурами.

## Ресурси Інтернету
- Правила и законы